# Архимандрит Кипријан (Керн)
Архимандрит Кипријан (у свету Константин Едуардович Керн; 11. мај 1899 – 11. фебруар 1960) био је православни теолог, писац и професор на Институту св. Сергија у Паризу.

## Живот
Архимандрит Кипријан рођен је 11. маја 1899. године у Тули, у старој племићкој породици. Отац му је био професор и декан Шумарског факултета у Петрограду.
Константин је завршио Александровски лицеј (гимназију) и правни факултет Московског универзитета. Учествовао је у грађанском рату у Добровољачкој армији, а 1920. године емигрирао је у Константинопољ, а затим у Србију. Завршио је правни (1922) и богословски (1925) факултет Београдског универзитета. Докторирао је 1945. године на Институту св. Сергија у Паризу на тему ,, Антропологија светог Григорија Паламе“.
Млади Константин је учествовао у раду београдског кружока преподобног Серафима, као и у сусретима Руског студентског хришћанског конгреса у Пшерову и Хопову. Био је у јурисдикцији Руске заграничне Цркве.
Од 1925. године предаје литургику, апологетику и грчки језик у Битољу. 2. априла 1927. године, на Лазареву суботу, замонашен је, а затим рукоположен 3. и 7. априла од стране митрополита Антонија (Храповицког).
Од 1928. године био је старешина Руске духовне мисије у Јерусалиму све до 1930. године. Од 1931. до 1936. поново предаје у Битољу. Године 1936. прелази у Париз, у јурисдикцију Константинопољске патријаршије, код митрополита Евлогија (Георгијевског) и ради као доцент на катедри за литургику на Институту св. Сергија. 1941 – доцент за патрологију, 1945—1960 – професор литургике, патрологије и пастирског богословља.
Првих година у Паризу о. Кипријан је служио у манастиру у улици Лурмел, коју је основала монахиња Марија (Скобцова). Године 1940. митрополит Евлогије поставља га за старешину храма св. Константина и Јелене у Кламару, где је служио 20 година. Упокојио се 11. фебруара 1960. године. Сахрањен је на гробљу крај цркве у Кламару.
Радови овог еминентног богослова у највећој мери преведени су на српски језик захваљујући труду Слободана Продића.